# Kallum Watkins

a Compétitions nationales et continentales officielles uniquement.

b Matchs officiels uniquement.
Kallum Watkins, né le 12 mars 1991 à Manchester (Angleterre), est un joueur de rugby à XIII anglais évoluant au poste de centre ou d'ailier. Il est présent dans le même club depuis es débuts professionnels, à savoir  les Rhinos de Leeds avec lesquels il a remporté deux World Club Challenges (2008 et 2012), six Super Leagues et deux Challenge Cups. Il est désigné dans l'équipe de la saison de la Super League en 2012, 2014 et 2016. Enfin, il  est sélectionné en équipe d'Angleterre depuis 2012 avec laquelle il a disputé deux Coupes du monde (2013 et 2017).

## Palmarès
- Collectif :
  - Vainqueur du World Club Challenge : 2008 et 2012 (Leeds)
  - Vainqueur de la Super League : 2008, 2009, 2011, 2012, 2015 et 2017 (Leeds)
  - Vainqueur de la Challenge Cup : 2014 et 2015 (Leeds).
  - Finaliste de la Coupe du monde : 2017 (Angleterre).
  - Finaliste de la Challenge Cup : 2020 (Salford).

- Individuel :
  - Sélection dans la « Dream Team » de la Super League : 2014 et 2015 (Leeds).